# Christian Haas (Fußballspieler)
Christian Haas (* 18. November 1978 in Mannheim) ist ein deutscher Fußballspieler.

## Karriere
In seiner Jugend spielte Haas für den SV Waldhof Mannheim. 1998 verpflichtete ihn der nordbadische Oberligist FV Lauda. Dort machte er durch eine starke Saison den VfB Stuttgart auf sich aufmerksam, der ihn schließlich 1999 für seine zweite Mannschaft in der damals noch drittklassigen Regionalliga Süd unter Vertrag nahm. Haas spielte drei Jahre für die Stuttgarter Zweitvertretung, schaffte allerdings nie den Sprung in die erste Mannschaft. Zur Saison 2002/03 wechselte er zum Ligakonkurrenten TSG 1899 Hoffenheim. In der Folgezeit kam er aber über fünf Einsätze nicht hinaus, daher kehrte er 2003 wieder zum FV Lauda in die viertklassige Oberliga zurück. Zur Saison 2004/05 schloss Haas sich dem Ligakonkurrenten SSV Reutlingen 05 an. Hier blieb er vier Jahre lang und schaffte in dieser Zeit mit dem Verein den Aufstieg in die Regionalliga. 2008 kehrte er dem Verein den Rücken und schloss sich dem SV Sandhausen in der neu gegründeten 3. Liga an. Daraufhin gab er am 9. August 2008 sein Profiliga-Debüt, als er beim Spiel der Sandhausener gegen die zweite Mannschaft von Werder Bremen in der 46. Minute für Sreto Ristić eingewechselt wurde. Im weiteren Verlauf der Saison absolvierte er insgesamt 26 Spiele, in denen er drei Tore erzielte.
Zur Saison 2009/10 wechselte Haas zum Drittliga-Absteiger VfR Aalen in die nun viertklassige Regionalliga Süd. Hier spielte er zunächst sechs Partien für seinen neuen Verein, ehe ihn eine Bauchmuskelverletzung für drei Wochen ausfallen ließ. Danach absolvierte er drei weitere Spiele, bis er wegen einer Leistenverletzung wieder ausfiel, wegen der er schließlich im Januar 2010 operiert wurde. Im März 2010 wurde bekannt, dass Haas wieder mit dem Lauftraining beginnen wird. Sein Comeback gab er daraufhin am 12. Mai 2010, als er bei der 3:1-Niederlage gegen den SC Freiburg II in der Startaufstellung stand. Am Ende der Saison wurde Haas mit dem VfR Meister der Regionalliga Süd, womit der Verein den direkten Wiederaufstieg in die Dritte Liga erreichte, und gewann den zur Teilnahme an der ersten Hauptrunde des DFB-Pokals berechtigenden WFV-Pokal. In der folgenden Saison war Christian Haas zwar nach Ende der Hinrunde mit vier erzielten Toren gemeinsam mit Martin Dausch der zweitbeste Torschütze der Mannschaft hinter Robert Lechleiter, verlor in der Rückrunde aber seinen Stammplatz an Anton Fink und kam fortan nur noch zu Kurzeinsätzen, jeweils in den Schlussphasen der Spiele.
Obwohl nach Saisonende bis auf Robert Lechleiter alle anderen Stürmer den VfR verließen, wechselte Haas ebenfalls den Verein und schloss sich der SpVgg Neckarelz, die zuvor als Aufsteiger überraschend Vierter in der Oberliga Baden-Württemberg wurde, an.